# پاسکال البه
پاسکال اِلبه (فرانسوی: Pascal Elbé‎؛ زادهٔ ۱۳ مارس ۱۹۶۷) یک هنرپیشه، کارگردان و نمایشنامه‌نویس اهل فرانسه است. از فیلم‌هایی که وی در آن نقش داشته‌است می‌توان به ۲۴ روز اشاره کرد.

## زندگینامه
پاسکال البه در شهرستان کلمار واقع در او-رن فرانسه به دنیا آمد. خانوادهٔ وی یهودی الجزایری و از طبقه متوسط اجتماع بودند. وی در شهر استراسبورگ بزرگ شد. در ۱۸ سالگی به پاریس نقل مکان کرد تا در زمینه بازیگری تحصیل کند.

## جوایز
- نامزد جایزه سزار متعهدترین بازیگر- سال ۲۰۰۴